# Heart
 (juin 2020).
Pour les articles homonymes, voir Heart (homonymie).
Heart  est un groupe rock américain, originaire de Seattle, dans l'État de Washington. La formation du groupe a beaucoup évolué depuis sa création, les seuls membres constants étant les sœurs Ann et Nancy Wilson. Groupe formé en 1967, leur style musical est influencé autant par le hard rock que le folk. Dans les années 1980, le groupe s'est inscrit à plusieurs reprises en haut des classements pop-rock américains, avant d'être un peu oublié du grand public vers la fin des années 1990.
Heart est inclus au Rock and Roll Hall of Fame depuis 2013, puis fit une pause de 2016 à 2019, année d'une nouvelle tournée mondiale.

## Historique

### The Army
En 1967, le bassiste Steve Fossen forme le groupe The Army, avec Roger Fisher à la guitare, Don Wilhelm à la guitare, aux claviers et au chant et Ray Schaefer à la batterie. Ils ont joué pendant plusieurs années dans la région de Bothell, Washington (nord-est de Seattle). Ils ont souvent joué au Bothell High School, au Inglemoor High School et au Shorecrest High School, ainsi que dans de nombreuses tavernes et clubs. En 1969, le groupe subit des changements de formation, Gary Ziegelman (ancien chanteur de Buffalo Clancy) au chant, Roger Fisher et James Cirrello à la guitare, Steve Fossen à la basse, Ron Rudge à la batterie, Ken Hansen aux percussions avec un nouveau nom, Hocus Pocus avant de finalement opter pour White Heart. Ce nom est issu d'une discussion entre le frère de Roger Fisher, Mike Fisher et Michael Munro, qui avait inventé le nom White Hart (sans le "e", référence aux récits d'Arthur C. Clarke Tales from the White Hart) pour un groupe. Roger Fisher a demandé et reçu la permission d'utiliser le nom et le groupe est devenue White Heart. Pendant une brève période en 1970, cette formation a abrégé son nom en Heart et laisse tomber le "White". L’anniversaire du membre fondateur, Roger Fisher, est le jour de la Saint-Valentin (et le groupe sortirait également son premier album aux États-Unis ce jour-là). Le groupe a ensuite subi plus de changements de personnel. En 1971, Heart était composé de Steve Fossen, Roger Fisher, David Belzer aux claviers et Jeff Johnson à la batterie. Après que Ann Wilson les a rejoints, le groupe a été renommé officiellement Heart.
Le groupe a donné de nombreux spectacles autour de leur nouveau domicile à Vancouver et a enregistré une démo avec l'aide du producteur Mike Flicker et du guitariste de session et claviériste Howard Leese. Belzer et Johnson étaient déjà partis à cette époque et peu de temps après, Leese devint membre à temps plein. Le groupe étant à court d'un batteur, le premier album inclut plusieurs musiciens de studios. Mike Flicker a produit les cinq premiers albums du groupe. Cette équipe a enregistré leur premier, Dreamboat Annie, aux studios Can-Base de Vancouver (plus tard connus sous le nom de Mushroom Studios). Certains des mêmes investisseurs canadiens qui avaient soutenu le studio ont également soutenu une société distincte, Mushroom Records, qui était gérée par Shelly Siegel. Les batteurs Duris Maxwell, Dave Wilson, Kat Hendriks, Michael Derosier (qui devint le batteur officiel du groupe après la parution de l'album), le claviériste Rob Deans et le bassiste Brian Newcombe étaient parmi ceux qui ont également joué lors des sessions de l'album, qui a été acquis par Siegel et vendu à 30 000 exemplaires au Canada au cours des premiers mois. Siegel sortit bientôt l'album aux États-Unis où, aidé de deux tubes en 1976 ("Crazy on You" et "Magic Man", qui atteignirent respectivement les numéros 35 et 9 sur le Billboard Hot 100), il atteignit le numéro sept dans le charts. Il s'est finalement vendu à plus d'un million d'exemplaires.

### Arrivée de Ann et Nancy Wilson
Les sœurs Wilson, Ann née le 19 juin 1950 et Nancy née le 16 mars 1954, ont grandi en Californie et à Taïwan avant que leur père, un marine, ne prenne sa retraite dans la banlieue de Seattle. Après leurs études, Nancy revenue à Seattle se produit en tant que chanteuse folk et Ann rejoint un groupe local en 1968, The Daybreaks, deux singles publiés sous le nom Ann Wilson & The Daybreaks, Through Eyes And Glass/I'm Gonna' Drink My Hurt Away et Standin' Watchin' You/Wonder How I Managed. Ce groupe est formé de Jack Joseph et Tom Wendt à la guitare, Bob Ormbrek à la basse, Steve Hansen à l'orgue et Chris Blaine à la batterie, Ann jouait la flûte, la guitare et le chant alors que Nancy était choriste, poste qu'elle partageait avec Kathy Allen. La chanson Through Eyes & Glass se retrouve sur le triple CD Strange Euphoria de Heart qui a été produit en 2012 et qui contient aussi un DVD. Alors que de son côté le groupe The Army a subi plusieurs changements de formations et de noms depuis 1967, comme Hocus Pocus puis White Hart, transformé en Heart en 1971, c'est à ce moment que Nancy rejoint le groupe en tant que guitariste. En se joignant au groupe à son tour, celle-ci est devenue la petite amie du guitariste Roger Fisher alors que Ann fréquentait le frère de celui-ci, l'ex-batteur devenu gérant de Heart, Mike Fisher.
Au début de 1977, Heart interrompt son contrat avec les studios Mushroom pour signer chez Portrait, une (filiale de CBS Records), ce qui eut comme conséquence un procès prolongé contre Siegel. Celle-ci sort la partie déjà enregistrée de l'album Magazine, alors que Portrait produit l'album Little Queen. La Cour de Seattle enjoint Mushroom à rappeler l'album Magazine. Cela permet au groupe de le remixer et de refaire certaines parties vocales avant de sortir le disque à nouveau (elles souhaitaient alors que l'album soit complètement retiré du marché).
Heart lance l'album Little Queen en 1977. Celui-ci contient le tube Barracuda (no 11, 1977) et il se vend à 3 millions d'exemplaires. Magazine et Dog & Butterfly, tous les deux sortis en 1978, sont certifiés platine (double-platine pour Dog & Butterfly). Pendant les sessions pour Bebe Le Strange, la liaison entre Nancy Wilson et Roger Fisher prend fin et ce dernier quitte le groupe. Howard Lesse et Nancy Wilson reprennent les guitares. Sue Ennis, amie d'enfance d'Ann, vient compléter le groupe pour l'écriture de chansons. Le groupe part pour une tournée promotionnelle de 77 villes pour Bebe Le Strange, puis retourne en studio pour l'album Private Audition en 1982.

### Période de transition (1983–1989)
L'album Passionworks sort en 1983 avec le nouveau bassiste Mark Andes (Spirit, Jo Jo Gunne, Firefall), et le batteur Denny Carmassi (Gamma). Heart est à un carrefour de sa carrière. Sort en 1985 le premier album du groupe pour Capitol Records, simplement intitulé Heart (no 1, 1985) et vendu à cinq millions d'exemplaires. Quatre chansons entrent au top 10 : What About Love (no 10, 1985), Never (no 4, 1985), These Dreams (no 1, 1986) et Nothing at All (no 10, 1986).
La musique d'inspiration rock et folk des premières années laisse place à une pop plus lisse et plus facilement diffusée sur les radio FM. En juin 1986, Nancy Wilson épouse le journaliste, scénariste et réalisateur Cameron Crowe ; elle fait une apparition dans son film Ça chauffe au lycée Ridgemont en 1982. Bad Animals (no 2, 1987) contient la ballade Alone (no 1, 1987), Who Will You Run To (no 7, 1987), et There's a Girl (no 12, 1987). Durant l'année 1988, trois ex-membres de Heart, le guitariste Roger Fisher, le bassiste Steve Fossen et le batteur Mike Derosier se joignent au chanteur Freddy Curci et au guitariste Steve DeMarchi, deux ex-musiciens du groupe canadien Sheriff et forment Alias qui sortira un album éponyme en 1990. En 1989, Ann Wilson et Robin Zander de Cheap Trick enregistrent en duo la chanson Surrender to Me (no 6, 1989). Brigade (no 3, 1990) est certifié double platine et quatre chansons atteignent le top 25 : All I Wanna Do Is Make Love to You (no 2, 31 mars 1990), I Didn't Want to Need You (no 23, 23 juin 1990), Stranded (no 13, 22 septembre 1990) et Secret (no 64, 2 février 1991).

### Années 1990–2000

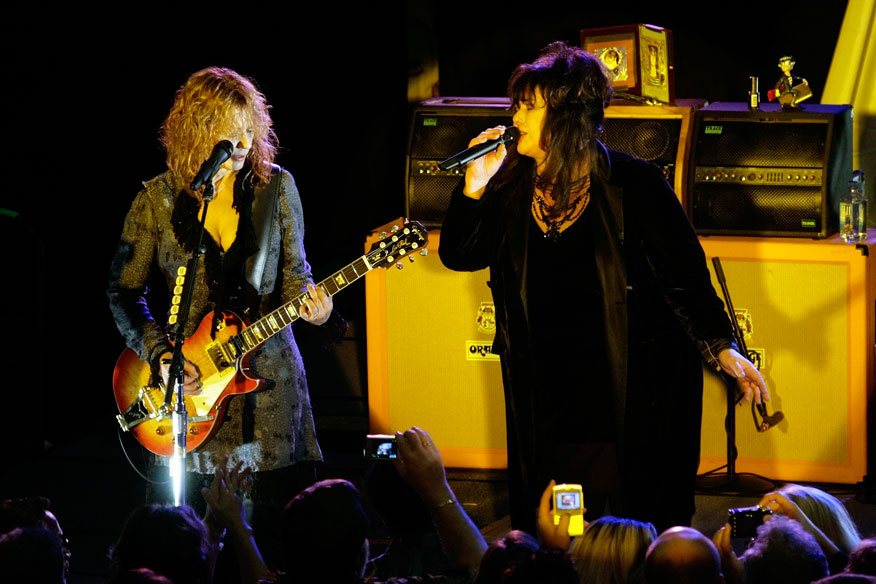
Nancy et Ann Wilson en 2007.

Après la tournée de 1990, les sœurs Wilson montent un groupe acoustique appelé The Lovemongers avec Sue Ennis et Frank Cox, et sortent un CD de quatre-titres (fin 1992) qui inclut une reprise de Led Zeppelin, The Battle of Evermore. Le quartet se produit plusieurs fois dans la région de Seattle. The Lovemongers sort un album intégral en 1997 intitulé Whirlygig.
Quand Heart réapparaît avec l'album Desire Walks on (no 48, 1993), Ann et Nancy se séparent du bassiste Mark Andes. Pour la tournée suivante du groupe, leurs places sont prises par le bassiste Fernando Saunders et le batteur Denny Fongheiser. Le groupe offre alors des versions acoustiques de ses chansons les plus connues sur l'album live The Road Home en 1995 qui a été produit par John Paul Jones de Led Zeppelin. Nancy écrit les musiques des films de son mari Cameron Crowe, Jerry Maguire, Presque célèbre et Rencontres à Elizabethtown, et sort un album solo en 1999, Live at McCabes Guitar Shop. La même année, pour la première fois, Ann et Nancy se produisent seules en tournée. En plus de leur propre carrière, elles ont joué un rôle essentiel sur la scène de la musique de Seattle. Parmi les groupes qui ont enregistré à leur studio Bad Animals, on peut noter R.E.M., Pearl Jam, Alice in chains, et Soundgarden. Heart's Heart: 20 Years of Rock and Roll est le premier coffret multimédia CD-ROM biographie/compilation jamais sorti.
En 2004, les sœurs Wilson ont sorti l'album Jupiter's Darling. C'est leur premier album studio depuis 1993. Il comporte une variété de chansons qui inclut un retour aux sources, aussi bien qu'un mélange de rock et de nouveaux styles. Il comprend entre autres les titres Make me, Enough, Oldest Story in the World et Lost Angel.
En 2005, Ann et Nancy sont apparues au CMT Music Awards en tant qu'invitées spéciales de Gretchen Wilson, en reprenant avec Gretchen le classique de Heart Crazy on You. Le 24 mai 2007, Heart est honoré aux deuxièmes VH1 Rock Honors avec Ozzy Osbourne, Genesis et ZZ Top.

### Années 2010
Un nouvel album, Red Velvet Car, est publié en 2010. Il marque un retour stylistique du son folk et hard rock mélodique de Heart, issu de leurs précédents albums. L'album atteint la 10e place du Billboard 200, devenant le premier album du groupe classé au top 10 en 20 ans,. La sortie de l'album s'accompagne d'une tournée nord-américaine, qui débute en janvier et se termine à la fin décembre 2010. Le 4 novembre 2010, Heart est annoncé pour sa première tournée canadienne en trente ans, commençant le 28 janvier 2011 à St. Jean, à Terre-Neuve-et-Labrador. Un DVD et Blu-ray, A Night at Sky Church, enregistré avant la tournée Experience Music Project de Seattle, est publié en 2011.
Le groupe publie son quatorzième album, Fanatic le 2 octobre 2012, et devient le douzième album classé au top 25. La chanteuse et musicienne canadienne Sarah McLachlan est invité à chanter sur la chanson Walkin' Good pour cet album de Heart. Le 26 décembre 2012, Heart interprète Stairway to Heaven au Centre Kennedy devant les membres de Led Zeppelin et de nombreuses personnalités dont Michelle et Barack Obama, interprétation qui a ému aux larmes Robert Plant. À cette occasion, la batterie est jouée par Jason Bonham, le fils du batteur de Led Zeppelin John Bonham, dont le décès en 1980 a conduit à la dissolution du groupe. À la cérémonie du Rock and Roll Hall of Fame le 18 avril 2013, les membres originaux de Heart (les sœurs Wilson, Howard Leese, Michael Derosier, Steve Fossen, et Roger Fisher) se réunissent pour la première fois en 34 ans pour jouer Crazy on You,. Le groupe est induit par Chris Cornell.
En janvier 2016, Ann Wilson annonce l'enregistrement d'un nouvel album, qui sera publié en 2016. Wilson indique qu'il sera très différent du prédécesseur  Fanatic.
L'album, intitulé Beautiful Broken, est publié le 8 juillet 2016. La chanson-titre inclut James Hetfield de Metallica aux chœurs. Beautiful Broken atteint la neuvième place du Billboard Rock Album Chart et la 30e du Billboard Top Selling Albums Chart.
Au matin du 27 août 2016, l'époux d'Ann, Dean Wetter, est appréhendé par la police pour avoir prétendument agressé les deux fils jumeaux de 16 ans de Nancy. Cet incident aurait pris place pendant un concert de Heart au White River Amphitheater d'Auburn, à Washington, le soir précédent. Cet incident creuse l'écart entre Ann et Nancy. En avril 2017, Ann déclare le groupe en pause.
Nancy a alors formé le groupe Roadcase Royale avec l'ex-chanteuse du groupe de Prince The New Power Generation, Liv Warfield, le guitariste soliste Ryan Waters, deux ex-membres de Heart, le claviériste Chris Joyner et le bassiste Dan Rothchild ainsi que le batteur Ben Smith qui a joué auparavant avec Ann et Nancy dans les derniers temps de Heart et de Lovemongers. Ils ont d'abord produit un single Get Loud en Janvier 2017. Puis, après avoir signé un contrat de disques avec la maison de disques Loud and Proud en juillet  2017, a sorti son premier album First Thing First le 22 septembre 2017.

## Médias

### Films et séries télévisées
En 1984, Ann Wilson et Mike Reno du groupe Loverboy chantent sur la ballade Almost Paradise, pour le film Footloose.
En 1986, Ann sort un single solo The Best Man in the World, pour le film Golden Child : L'Enfant sacré du Tibet.
En 1988, Ann unit sa voix à celle de Robin Zander sur le single, Surrender to Me, qui peut être entendu dans le film Tequila Sunrise.
En 1989, Nancy Wilson compose la chanson All For Love pour le film Un monde pour nous de son mari Cameron Crowe.
Nancy Wilson et Pete Townshend écrivent la musique du film de Cameron Crowe, Jerry Maguire en 1996.
En 1999, le film The Virgin Suicides de Sofia Coppola comporte les chansons Magic Man et Crazy on You.
En 2000, Nancy a composé le thème et produit les chansons originales pour le film Presque célèbre de Cameron Crowe. Elle écrit aussi la pièce instrumentale pour guitare acoustique Lucky Trumble, on peut également y entendre d'autres pièces de divers artistes dont Yes, Simon and Garfunkel, The Who, Rod Stewart, Led Zeppelin, entre autres.
La même année, Nancy écrit la musique originale et supervise les chansons du film Vanilla Sky de Cameron Crowe, elle compose aussi la pièce Elevator Beat.
En 2005, Barracuda apparaît dans Harold and Kumar Go to White Castle. Elle est chantée par les membres du Reno Sheriff's Police Department dans Reno 911. Elle est aussi utilisée dans les bandes originales des films Charlie et ses drôles de dames et Shrek 3 (2007).
Aussi en 2005, Nancy écrit la musique pour le film Rencontres à Elizabethtown pour lequel elle a joué de tous les instruments.
La chanson Crazy on You est diffusée dans le finale de la deuxième saison de la série The L Word (2005).
En 2009, la chanson Alone est reprise par Matthew Morrison (Will Schuster) et Kristin Chenoweth (April Rhodes) dans l'épisode 5 de la première saison de la série musicale Glee intitulé Le Talent n'a pas d'âge.
En 2015, la chanson Crazy on You est utilisée dans le film Demolition réalisé par Jean-Marc Vallée avec Jake Gyllenhaal et Naomi Watts. La chanson est également utilisée pour un des trailers du film.

### Jeux vidéo
En 2004, la chanson Barracuda, peut être entendue sur la station de radio fictive K-DST dans le jeu vidéo Grand Theft Auto: San Andreas. En 2004, elle passe sur la radio de Silvio Dante dans un épisode de la série de HBO Les Soprano, avant qu'il ne tire sur Adriana La Cerva, la fiancée de Christopher Moltisanti. En 2006, Crazy on You figure dans Guitar Hero 2.
En 2006, des chansons de Heart comme Barracuda sont utilisées comme bande-son du jeu vidéo Prey. En 2007, Barracuda apparaît dans Guitar Hero 3. En 2008, la pièce Straight On de Heart apparait dans Grand Theft Auto IV sur la station fictive Liberty Rock Radio.

### Autres
En 2004, dans l'album d'Eminem Encore, un sample de Crazy on You est utilisé pour la chanson Crazy in Love. En 2008, Céline Dion reprend le tube Alone (qui a connu un regain de popularité grâce à Carrie Underwood, la finaliste de la 4e saison de l'émission American Idol). En 2008, Ramiele, candidate de la 7e saison d'American Idol, en fait également une version studio, disponible sur le site de la FOX.
En 2008, pour la finale de The Pussycat Dolls presents : Girlicious, la chanson What About Love est interprétée par Chrystina Sayers.

## Membres

### Derniers membres
- Ann Wilson - chant, flûte, guitare, basse, autoharpe, claviers (depuis 1976)
- Nancy Wilson - guitare acoustique et électrique, mandoline, claviers, harmonica, chant, chœurs (depuis 1976)
- Craig Bartock - guitares (depuis 2004)
- Dan Rothchild - basse (depuis 2012)
- Chris Joyner - claviers  (depuis 2014)
- Ben Smith - batterie (depuis 1995)

### Anciens membres
- Steve Fossen (1967–1982) – basse, chœurs
- Roger Fisher (1967–1980) – guitares, madoline
- Gary Ziegelman (1967–1971) – chant
- James Cirrello (1967–1971) – guitare rythmique
- Ron Rudge (1967–1971) – batterie
- Ken Hansen (1967–1971) – percussions
- David Belzer (1971) – claviers
- Jeff Johnson (1971) – batterie
- Gary Humphries (1971–1972) – chant
- Don Wilhelm (1971–1972) – claviers
- Chris Blane (1971–1972) – batterie
- John Hannah (1972–1975) – claviers
- Brian Johnstone (1972–1975) – batterie
- Howard Leese (1975–1998) – claviers, guitares
- Michael Derosier (1975–1982) – batterie, percussions
- Denny Carmassi (1982–1993) – batterie, percussions
- Mark Andes (1982–1992) – basse, guitare, chœurs
- Fernando Saunders (1993–1995) – basse
- Frank Cox (1995–1998) – guitare solo
- Scott Olson (1995–1998, 2002–2003) – guitares
- Ben Smith (1995–1998, 2002–2019), batterie, percussions
- Jon Bayless (1995–1998) – basse
- Mike Inez (2002–2005) – basse
- Tom Kellock (2002–2003) – claviers
- Darian Sahanaja (2003–2004, 2007) – claviers
- Gilby Clarke (2003) – guitares
- Debbie Shair (2004–2014) – claviers
- Ric Markmann (2005–2009) – basse
- Kristian Attard (2009–2012) – basse
- Dan Rothchild (2012–2019) – basse
- Chris Joyner (2014–2019) – claviers, guitare rythmique

## Discographie

### White Heart
- 1970 : White Heart - Premier album du groupe mais sans Ann et Nancy Wilson.

- 1975 : Dreamboat Annie
- 1977 : Little Queen
- 1977 : Magazine (réédité en 1978)
- 1978 : Dog and Butterfly
- 1980 : Bébé le Strange
- 1982 : Private Audition
- 1983 : Passionworks
- 1985 : Heart
- 1987 : Bad Animals
- 1990 : Brigade
- 1993 : Desire Walks On - Avec Lisa Dalbello : Chœurs (2, 11)
- 2001 : Heart Presents a Lovemongers' Christmas - Réédition de l'album de 1998 du groupe Lovemongers, Here Is Christmas.
- 2004 : Jupiters Darling
- 2010 : Red Velvet Car
- 2012 : Fanatic - Sarah McLachlan au chant sur Walkin' Good.
- 2016 : Beautiful Broken - Avec James Hetfield de Metallica aux chœurs sur la pièce-titre.

## The Lovemongers

### Singles
- 1992 : Battle Of Evermore/Love Of The Common Man/Papa Was A Rollin' Stone/Crazy On You
- 1998 : Kiss

### Albums
- 1997 : Whirlygig
- 1998 : Here Is Christmas

## Roadcase Royale

### Single
- 2017 : Get Loud

### Album
- 2017 : First Thing First